# Saint-Saturnin-de-Lenne
 Saint-Saturnin-de-Lenne  (en occitano Sent Adornin) es una población y comuna francesa, situada en la región de Mediodía-Pirineos, departamento de Aveyron, en el distrito de Millau y cantón de Campagnac.

## Demografía
| 524 | 509 | 457 | 406 | 379 | 365 |
| Para los censos de 1962 a 1999 la población legal corresponde a la población sin duplicidades (Fuente: INSEE [Consultar]) |     |     |     |     |     |